# Митаров, Муталиб Митарович
Мутали́б Мита́рович Мита́ров (23 февраля 1920 — 11 марта 2011) — табасаранский поэт и писатель, Народный поэт Дагестана (1990).

## Биография
Родился в 1920 году в селении Кондик Хивского района, Республики Дагестан. Младший брат Багаутдина Митарова.
Участвовал в Великой Отечественной войне, воевал на Северном фронте. Инвалид Великой Отечественной войны.
Окончил педагогический техникум и высшую партийную школу. Потом работал на различных партийных и советских должностях (первым секретарём Хивского райкома ВЛКСМ, первым секретарём Табасаранского райкома КПСС.
Первая публикация Муталиба Митарова — в 1937 году в газете «Красный Табасаран Халик». Первая книга стихов Митарова («Счастье») выпущена в 1954 году на табасаранском языке. Член Союза писателей СССР с 1963 года.
Автор нескольких десятков поэтических книг, в том числе переведённых на русский язык. Перевёл на табасаранский язык произведения Пушкина, Лермонтова и поэтов народов Кавказа.
Умер в 2011 году.

## Награды и премии
- Орден Отечественной войны II степени
- Государственная премия Республики Дагестан в области литературы за книгу «Жизнь в строках» (2005)

## Почётные звания
- Народный поэт Дагестана (1990)
- Заслуженный работник культуры Дагестанской АССР

## Увековечивание памяти
- Именем поэта названы улицы в г. Дагестанские Огни[1], а также в с. Рубас, Дербентского района.[2]